# Clarence (serie animada)
Clarence es una serie animada estadounidense creada por Skyler Page para Cartoon Network. Fue pensada inicialmente en 2012, como parte de una iniciativa de desarrollo de cortos de animación.
El canal encargó doce episodios de quince minutos. El piloto se estrenó en Estados Unidos el 17 de febrero de 2014, después del show Hall of Game Awards. El estreno de la serie fue visto por aproximadamente 2,3 millones de espectadores, por lo que superó a toda la programación infantil en su franja horaria.
Clarence fue bien recibida por la crítica y su piloto fue nominado para un premio Creative Arts Emmy Award. El primer episodio se estrenó el 14 de abril de 2014. En Latinoamérica, la serie fue estrenada el 4 de agosto de 2014 y en España el 24 de enero de 2015, aunque se suponía que se iba a estrenar el 17 de enero.
El 4 de abril de 2017, Spencer Rothbell confirmó que la tercera temporada del show será la última, que concluyó el 24 de junio de 2018.

## Trama
La serie se centra en la vida cotidiana de Clarence Wendle (originalmente interpretado por Skyler Page y posteriormente por Spencer Rothbell), un chico amante de la diversión, y sus mejores amigos: Jeff (Sean Giambrone), que es un chico intelectual y obsesivo y Sumo (Tom Kenny), un niño pícaro que a menudo utiliza medidas extremas y descabelladas en la resolución de problemas.
Clarence vive con su madre Mary y su novio Chad en la ficticia ciudad de Aberdale en Arizona, cerca de Phoenix. Cada episodio se centra en las situaciones de la vida cotidiana y los problemas que Clarence junto a sus amigos enfrentan y como estas aventuras cotidianas son experimentadas y encaradas con su muy especial e inocente perspectiva de niños.

## Premisa
Clarence es optimista casi todo el tiempo y solo puede ver lo bueno de la gente y las situaciones aun cuando los aspectos negativos son evidentes para todos a simple vista. Jeff, que luce una cabeza en forma de cubo, es organizado y calculador, tímido y con una fobia a los gérmenes, mientras que es rico en conocimiento de hechos en su mayoría triviales; Jeff anhela ser un chico sociable.
Según la cadena, el entusiasmo de Clarence "compensa los temores y obsesiones de Jeff, no puede dejar de tener un buen momento cuando Clarence está a su alrededor". A diferencia de la personalidad de Jeff, Sumo es pícaro, travieso y desorganizado, algo ignorante pero de corazón noble; de condición humilde, el en la mayoría del tiempo, trata de tomar los problemas que Clarence ocasiona y que Jeff no puede manejar con una mentalidad más moral y madura, utilizando tácticas poco ortodoxas para salir de esas situaciones que a menudo implican que el trío se ensucie, para gran disgusto de Jeff.
Mientras que Jeff es el organizado y el tipo de persona que piensa, Sumo es el que por lo general hace y deshace sobre la base de su propio razonamiento; Clarence por su parte funciona como líder y moderador, tratando de ser más relajado, tomar las cosas con más sentido creativo. Page afirmó que "Sumo y Jeff probablemente no se juntarían si no fuera por Clarence, pero él logra mantenerlos juntos".

## Personajes

### Protagonistas
- Clarence Wendle: es un niño de 10 años al que todo le parece genial. Es obeso, rubio, tiene una personalidad inocente, divertida y despierta simpatía en la mayoría de la gente, a la vez que él es incapaz de no querer a otras personas y siempre ve lo mejor en cada uno, exceptuando a su abuela materna que hasta ahora ha sido la única persona por quien no es capaz de sentir la simpatía. Él se divierte con sus dos mejores amigos Jeff y Sumo, quienes lo hacen feliz. Su vestuario es una camiseta verde con mangas moradas, shorts azules y zapatos azul más oscuros.

- Jeffrey "Jeff" Randall: mejor amigo de 10 años de Clarence. Su cabeza es cúbica,tiene el cabello castaño y su cuerpo extremadamente delgado, tiene mejores calificaciones que Clarence y la mayoría, aunque, contrario a lo que a él le gusta creer, tiene un intelecto promedio como se mostró en el episodio "Average Jeff". Es perfeccionista a un nivel obsesivo y muy organizado con todo lo que hace y planea. Suele ser tímido, temiéndole a lo sucio o los gérmenes. Vive con su madre, una mujer corpulenta e imponente pero amable y la novia de esta, una chica de tendencia hippie.Su vestuario es una camisa celeste, shorts marrones y sandalias azules con calcetines blancos.

- Ryan "Sumo" Sumowski: segundo mejor amigo de 10 años de Clarence. Es un chico travieso, algo duro de pensar y también algo malo y salvaje; su familia es la más numerosa y humilde del grupo, por lo mismo es el mejor improvisando o buscando la conveniencia a la hora de conseguir lo que necesitan ya que está acostumbrado a las labores manuales y a buscar la forma de ahorrar. Su vestuario es una camiseta negra, shorts de jean y zapatos cafés. Es calvo, porque cuando él y Clarence se conocieron, Sumo le pidió que afeitara su cabello, que era largo y rubio. Parece estar enamorado de Chelsea, pero se niega a admitirlo aunque ya compartieron un beso durante una discusión acalorada.

### Personajes secundarios
- Mary Wendle: madre de Clarence de 36 años (voz de Katie Crown), una mujer relativamente joven,rubia,atractiva y preocupada de su apariencia y de encajar entre las mujeres populares de su vecindario, aun así es una madre preocupada y amorosa. No se sabe mucho respecto de su vida excepto que es peluquera, odia a su madre por ser sofocante, torpe y abrumadora y el oír de Damian, su anterior pareja, echa a perder su humor, aunque no se ha aclarado si se trataba o no del padre de Clarence.Su vestuario es una blusa blanca,pantalones rosados y botas marrones.

- Charles "Chad" Caswell: novio de 37 años de Mary (voz de Eric Edelstein), un sujeto de aspecto tosco que suele vestir camiseta y jeans recortados, su actitud es ingenua, algo despreocupada y a veces infantil, pero esto mismo hace que tanto para Clarence como el resto de los niños sea una figura que lo admiran y un ejemplo a seguir que saben los cuidará. Según Clarence, durante mucho tiempo vivió sin saber lo que era tener un padre hasta que Chad llegó, por lo que es a quien reconoce como tal.

- Melanie Baker: (voz de Katie Crown) profesora del salón de Clarence de 32 años, sus amigos y sus diversos compañeros en la escuela primaria de Aberdale.

- Jim Reese: (voz de Skyler Page) profesor de la escuela primaria de Aberdale que, aunque al principio parezca ser cuarentón, más tarde se revela que tiene 40 años. Es el encargado del salón de castigo, donde asiste comúnmente Belson y sus matones. Está enamorado de la señorita Baker, pero ésta no lo acepta y siempre lo rechaza.

- Percy Dahmer: (voz de Roger Craig Smith) otro de los amigos de Clarence. Es bajito, cobarde y habla con voz muy chillona. Aparentemente es menor que Clarence y los demás niños y es muy sensible.

- Belson Noles: un niño matón de 10 años que molesta a Clarence y a sus amigos, pero es más probable que se burle con sarcasmo de él a lanzar un golpe. Destaca por tener la mejor situación económica de todos, es millonario y tiene una madre carente de carácter y permisiva, lo que se traduce en que es un tipo prepotente, despectivo, que consigue todos los videojuegos que se le antojen, y ve al resto solo como gente a quien restregarle ser mejor que ellos, especialmente cuando se trata de Clarence, quien representa todo lo opuesto a él. A pesar de todas sus matonerias, Clarence lo considera como uno de sus amigos y disfruta mucho su compañía, aunque cada vez que ambos están juntos Belson odia a Clarence y siempre le roba todo lo que él tiene pero falla al saber que es engañado por Clarence. En secreto, Belson piensa que Clarence es "cool", aunque nunca lo admitiría. Parece estar enamorado de Amy Gillis. (voz de Roger Craig Smith).

- Amy Gillis, vecina de Clarence de su misma edad. Ella por lo general exhibe un comportamiento típico de niño y a menudo monta su bicicleta por toda la ciudad. En su primera aparición dice que estará en quinto grado en su próximo año pero podría mudarse pronto ya que es incierto si vivirá con su mamá o papa, que se están divorciando y sostienen una batalla de custodia por ella. Parece que Belson está enamorado o siente algo por ella ya que se sorprende y se enfada mucho cuando ve a Clarence y a Amy juntos y luego se molesta cada vez que Nathan menciona que Clarence y Amy se van a "besuquearse", también la defiende cuando Nathan la golpea en la cara por accidente con un piñón. A pesar de esto, Amy parece no sentir lo mismo por Belson y parece que él hasta le cae mal. (voz de Ava Acres).

- Nathan, es un chico alto y musculoso, uno de los amigos de Belson y Clarence, aunque mayormente de Belson. Se retrata a sí mismo a ser voluminosos y aficionado pero también torpe y lerdo (voz de Peter Browngardt).

- Dustin, uno de los amigos de Belson y Clarence, que disfruta del karate y las artes marciales en general. Es un chico que le gusta divertirse, sea el momento en que estén; aunque también disfruta estar cerca de Belson y sus matones, o cuando se reúnen en la escuela o afuera con Nathan. Es alegre , algo travieso pero de buen corazón. (voz de Kyle Arem).

- Ashley, una amiga de Clarence quien en un episodio se vuelve su novia, pero al no saber nada sobre amor decide quedar solo como su amiga. Ella parece actuar de forma tímida con todos. Está interesada en las artes y oficios, transmitida a través de su copo de nieve hecho de papel. Fácilmente sucumbe a la presión de grupo (voz de Anastasia James).

- Kimby, una chica tímida que está obsesionada con los patos y juguetes de peluche. Tiene la manía de tocarse el cabello y peinarse muy seguido, especialmente cuando se siente nerviosa o incómoda. Parece que es considerada por los niños una de las niñas más lindas del salón, sino la más linda, también es inteligente. Sus mejores amigas son Malessica y Courtlin (voz de Isabella Niems).

- Malessica, es una chica amiga de Kimby, es inteligente y tímida, piensa que Jeff es lindo (voz de Ivy Bishop).

- Courtlin, otra amiga de Kimby, le gustan las cosas femeninas, pero al parecer no le agradan los niños. Ella también parece preocuparse mucho por su educación y su futuro (voz de Tayler Buck)

- Chelsea, una de las chicas de la clase de Clarence. Su comportamiento asusta a Clarence y Jeff, pero es atractiva para Sumo. Parece que está enamorada de Sumo, aunque no quería admitirlo, pero ellos dos comparten un apasionado beso en los labios luego de discutir acaloradamente en el episodio "Too gross for comfort". Le gusta probar nuevos retos, sin importarle cuan difíciles sean (voz de Grace Kaufman).

- Allison, una de las chicas de la clase de Clarence. Ella ha demostrado ser una buena amiga de Chelsea, a pesar de que a menudo no aparece.

- Guyler, uno de los compañeros de clase de Clarence. Tiene una nariz grande, cuello largo y su boca está cubierta por su camisa.

- Breehn, uno de los compañeros de clase de Clarence. Tiene los ojos azules, es pelirrojo, un cuerpo muy similar al de Sumo y es muy cuidadoso en lo que hace, ya que de lo contrario se metería en problemas por sus padres (voz de Joshua Fiebre):

- Regis Gilben "Gilben", uno de los compañeros de clase de Clarence. Él es raro en el show hasta el momento. Por lo general solo se encuentra en el fondo de la escena como una estatua, pero se le puede ver moverse por pocos segundos en el episodio "Clarence's millions".

- Héctor, un chico nerd e inteligente, y uno de los compañeros de clase de Clarence (voz de Sean Giambrone).

- Brady Brown, otro compañero de clase de Clarence. Es bajo, tímido, rubio y usa anteojos. Se le suele ver recibiendo golpes por accidente, tropezando o en cualquier situación en que corra mala suerte. Por su modo de ser y el papel que toma en el programa, parece ser una clara parodia de Charlie Brown.

## Reparto
| Personaje                  | Actor original Temporada | Actor original Temporada | Actor original Temporada | Actor original Temporada | Actor original Temporada | Actor original Temporada | Actor doblaje Venezuela | Actor doblaje Venezuela | Actor doblaje Venezuela | Actor doblaje Venezuela | Actor doblaje Venezuela | Actor doblaje Barcelona Temporada |            |
| Personaje                  | 1a                       | 1b                       | 1c                       | 1d                       | 2                        | 3                        | 1                       | 1b                      | 2                       | 3a                      | 3b                      |                                   |            |
| -------------------------- | ------------------------ | ------------------------ | ------------------------ | ------------------------ | ------------------------ | ------------------------ | ----------------------- | ----------------------- | ----------------------- | ----------------------- | ----------------------- | --------------------------------- | ---------- |
| Clarence Wendle            | Skyler Page              | Spencer Rothbell         | Skyler Page              | Spencer Rothbell         | Spencer Rothbell         | Spencer Rothbell         | Jesús Hernández         | Jesús Hernández         | Jesús Hernández         | Jesús Hernández         | Jesús Hernández         | Carlos Lladó                      |            |
| Jeffrey "Jeff" Randell     | Sean Giambrone           | Sean Giambrone           | Sean Giambrone           | Sean Giambrone           | Sean Giambrone           | Sean Giambrone           | Ángel Lugo              | Ángel Lugo              | Ángel Lugo              | Ángel Lugo              | Ángel Lugo              | Berta Cortes                      |            |
| Ryan "Sumo" Sumowski       | Tom Kenny                | Tom Kenny                | Tom Kenny                | Tom Kenny                | Tom Kenny                | Tom Kenny                | Fernando Márquez        | Fernando Márquez        | Fernando Márquez        | Fernando Márquez        | Fernando Márquez        | David Jenner                      | Belén Roca |
| Mary Wendle                | Katie Crown              | Katie Crown              | Katie Crown              | Katie Crown              | Katie Crown              | Katie Crown              | Mayela Pérez Ferrer     | Mayela Pérez Ferrer     | Mayela Pérez Ferrer     | Mayela Pérez Ferrer     | Abigaly Claro           | Belén Roca                        |            |
| Charles "Chad" Caswell III | Eric Edelstein           | Eric Edelstein           | Eric Edelstein           | Eric Edelstein           | Eric Edelstein           | Eric Edelstein           | David Silva             | David Silva             | David Silva             | David Silva             | David Silva             | Ramon Canals                      |            |
| Belson Noles               | Roger Smith              | Roger Smith              | Roger Smith              | Roger Smith              | Roger Smith              | Roger Smith              | Alfonso Soto            | Alfonso Soto            | Alfonso Soto            | Alfonso Soto            | Alfonso Soto            | Dani Albiac                       |            |
| Percival "Percy" Dahmer    | Roger Smith              | Roger Smith              | Roger Smith              | Roger Smith              | Roger Smith              | Roger Smith              | Melanie Henríquez       | Mayela Pérez Ferrer     | Mayela Pérez Ferrer     | Mayela Pérez Ferrer     | Navid Cabrera           | Marta Covas                       |            |
| Nathan                     | Skyler Page              | Skyler Page              | Skyler Page              | Skyler Page              | Damien Haas              | Damien Haas              | Johnny Torres           | Johnny Torres           | Jesús Hernández         | Jesús Hernández         | Jesús Hernández         | Jordi Navarro                     |            |
| Dustin Conway              | Kyle Arem                | Kyle Arem                | Kyle Arem                | Kyle Arem                | Kyle Arem                | Kyle Arem                | Leisha Medina           | Leisha Medina           | Leisha Medina           | Navid Cabrera           | Navid Cabrera           | Iris Lago                         |            |
| Kimby                      | Isabella Niems           | Isabella Niems           | Isabella Niems           | Isabella Niems           | Isabella Niems           | Isabella Niems           | Mayela Pérez Ferrer     | Mayela Pérez Ferrer     | Aura Caamaño            | Aura Caamaño            | Aura Caamaño            | Meritxell Ane                     |            |
| Courtlin                   | Tayler Buck              | Tayler Buck              | Tayler Buck              | Tayler Buck              | Tayler Buck              | Tayler Buck              | Leisha Medina           | Leisha Medina           | Aura Caamaño            | Aura Caamaño            | Aura Caamaño            | Roser Vilches                     |            |
| Malessica                  | Ivy Bishop               | Ivy Bishop               | Ivy Bishop               | Ivy Bishop               | Ivy Bishop               | Ivy Bishop               | Arelys González         | Arelys González         | Arelys González         | Arelys González         | Arelys González         | Carme Ambros                      |            |
| Brady Brown                | Daniel DiMaggio          | Daniel DiMaggio          | Daniel DiMaggio          | Daniel DiMaggio          | Daniel DiMaggio          | Daniel DiMaggio          | Gabriela Belén          | Gabriela Belén          | Gabriela Belén          | Gabriela Belén          | Gabriela Belén          | Graciela Molina                   |            |
| Julien                     | Joshua Black             | Joshua Black             | Joshua Black             | Joshua Black             | Joshua Black             | Joshua Black             | Rocío Mallo             | Rocío Mallo             | Margarita Cavero        |                         |                         |                                   |            |

## Episodios
| Temporada | Temporada | Episodios | Episodios | Emisión original      | Emisión original      |
| Temporada | Temporada | Episodios | Episodios | Primera emisión       | Última emisión        |
| --------- | --------- | --------- | --------- | --------------------- | --------------------- |
|           | 1         | 51        | 51        | 14 de abril de 2014   | 27 de octubre de 2015 |
|           | 2         | 39        | 39        | 18 de enero de 2016   | 3 de febrero de 2017  |
|           | 3         | 40        | 40        | 10 de febrero de 2017 | 24 de junio de 2018   |

## Producción

### Primera temporada
Clarence fue creado por Skyler Page, exartista del guion gráfico y revisionista de dos series del canal: Hora de aventura y Secret Mountain Fort Awesome, respectivamente. La serie marca el quinto graduado consecutivo del Instituto de las Artes de California (CalArts) en recibir una serie para el canal. Además, a los 24 años, se convirtió es el creador más joven en ser dado su propio programa. Page desarrolló la serie en los estudios de Cartoon Network como parte de su iniciativa de desarrollo corto de animación en 2012.
Según el escritor principal de la serie, Spencer Rothbell, Page quería crear un programa que evocara un tono naturalista, que siente, que son similares a los dibujos animados de los años 90, combinado con una "sensibilidad más moderna". Finalmente resumió que "es todo trata de empoderar a los niños y que ellos se diviertan" y, dado su realismo previsto, los escritores pueden insertar referencias a la cultura popular que han o adaptarse a un género particular de un episodio. Page había explicado anteriormente que su inspiración para la serie derivado de los programas vio mientras crecía, que se sentía invoca más patetismo y situaciones identificables. Rothbell evita "quedarse en un tipo de historia", y que "algunas parcelas son muy guiadas por el personaje", mientras que otros son "una especie de base a una idea que creemos que es muy divertida".
Page señaló que, a pesar de tratar de ser realistas, los elementos fantásticos están permitidos; expresó que la capacidad de hacer transmitir tanto como incongruente es una técnica que en particular disfrutamos. El escritor de animación, Mercedes Milligan notó la mezcla de elementos realistas e imaginarios que se refleja en el diseño escénico y el carácter de la serie, que favorece "lugares comunes (o incluso francamente desagradables) hicieron acogedor con un toque caricaturesco". Boles explicó que la dirección de arte se utiliza para conectar el diseño de personajes inconsistentes de la serie. Al hacerlo, también evitan tener que encajar modelo de ficha con el universo perfectamente. Resultado de lo que él llama "efecto de los Simpsons" Boles y página también añaden que se preste atención a los personajes de fondo, en particular, con el fin de ampliar la variedad en la parcela, así como su universoamiento y recepción.
La serie, junto con Uncle Grandpa y Steven Universe se anunció al público durante el upfront del canal realizado en 2013. La serie también fue vista en la San Diego Comic-con International de ese año, junto con las últimas dos series. El canal ha encargado episodios de 15 minutos, y el piloto salió al aire tras el Hall of Game Awards mostrado el 17 de febrero de 2014.
Un equipo de entre 30 y 35 escritores, se emplearon entre artistas de storyboard, revisionistas, coloristas y diseñadores. Mientras tanto, la animación se subcontrata a Corea del Sur a través de la Saeron Animation.
El 7 de julio de 2015, la serie fue renovada para una segunda temporada.

## Lanzamiento y recepción

### Recepción crítica
La serie ha recibido recepción crítica positiva. Milligan la describió como "un soplo de aire fresco suburbano" y una "celebración de la infancia", a pesar de que carecen de animales que hablan y "embellecimiento mágico".
Nivea Serrao de TV Guide expresó ideas similares, contrastándola con la serie animada sesgando hacia fantasía. Escribir para EE. UU. Hoy Whitney Matheson se encontró interesado en la serie a que asista a su remolque. Ella lo evaluó para mezclar "la cantidad justa de humor, rarezas y optimismo", y concluyó su revisión informar a los padres de no perder su estreno.
Brian Lowry, de Variety, lo resumió como "una pequeña joya ingeniosa" en comparación con la acción en vivo comedias con chicos por protagonistas; "por lo peculiar e idiosincrásico como para sentirse fresco, incluso si pisa territorio muy gastado. Consideraba los personajes poco atractivo, pero señaló su primer episodio como muy divertido. Cerró su opinión aplaudiendo a Page para conjurar algo con una verdadera chispa creativa y la relativa falta de cinismo.
Emily Ashby de Common Sense Media le dio a la serie tres estrellas de cinco, alertando a los padres de que gran parte de las características de la serie "una marca similar de absurdo y la crudeza como Hora de Aventura, aunque toma nota de que para ser menos nervioso". Si bien elogió el reparto por ser "extrañamente agradable", el resultado final le pareció un poco irregular", planteando temas cuestionables "para los niños, a saber, el carácter de Chad y un sutil burla de una serie de características físicas inusuales".
Nancy Basile, de About.com, elogió el guion por proporcionar "largas conversaciones, en lugar de rápidas de una sola línea, que nos vamos conocer a los personajes y sus diferentes personalidades. Considera las relaciones entre los personajes como dinámico y genuino, con un toque de comedia tirado. Ella se recordó en última instancia de una comedia reflexiva, como Steven Universe, o incluso los primeros episodios de Los Simpson".

### Valoraciones
Tras su estreno, la serie fue recibida con un estimado de 2,3 millones de espectadores. Superó a la programación infantil en su intervalo de tiempo por porcentajes dos y tres dígitos, y los datos preliminares de Nielsen Media Research identificado como más visto estreno de la serie del canal a través de todos los grupos demográficos específicos para 2014. Su segundo episodio marcó un aumento de la audiencia, obteniendo alrededor de 2,4 millones de espectadores.

## Galardones
El episodio piloto fue nominado a un Creative Arts Emmy Award en la Primetime Creative Arts Emmy 65a ceremonia, organizada el 15 de septiembre de 2013.
| Año  | Premios               | Categoría                       | Nominado | Receptor | Resultado (s) |
| ---- | --------------------- | ------------------------------- | -------- | --- | ------------- |
| 2013 | Premio Primetime Emmy | Mejor Animación - Formato Corto | Piloto   | Skyler Page, Peter Browngardt, Robert Álvarez, Brian A. Miller, Jennifer Pelphrey, Curtis Lelash, y Rob Sorcher | Nominado      |

## Controversias

### Salida de Skyler Page
En julio de 2014, se informó de que Skyler Page había sido despedido de la serie y de Cartoon Network Studios, esto debido a acusaciones hacia su persona sobre acoso sexual a una artista femenina que trabajaba para Hora de Aventura. Un portavoz de Cartoon Network confirmó que la serie continuaba a pesar de su ausencia. Spencer Rothbell más tarde se convirtió en la cabeza de la historia y la voz de Clarence y junto al director creativo Nelson Boles quedaron como supervisor productor y productor ejecutivo respectivamente.

### Parejas LGBT
El programa ganó considerable atención de la prensa después de la aparición de una pareja gay en el episodio "Neighborhood Grill", en varios sitios de noticias sensacionalistas y de entretenimiento.
Por otro lado, el personaje Jeff es hijo de una pareja homoparental.